# نمای گرمابه سعدی
نمای گرمابه سعدی مربوط به دوره پهلوی اول است و در مشهد، خیابان امام خمینی، گنبدسبز، کوچه خامنه‌ای واقع شده و این اثر در تاریخ ۱۱ مرداد ۱۳۸۴ با شمارهٔ ثبت ۱۲۳۷۵ به‌عنوان یکی از آثار ملی ایران به ثبت رسیده است.